# Lesueurina platycephala
Lesueurina platycephala är en fiskart som beskrevs av Fowler, 1908. Lesueurina platycephala ingår i släktet Lesueurina och familjen Leptoscopidae. Inga underarter finns listade i Catalogue of Life.